# Tékrour
VIIe siècle – 1285
Entités précédentes :
- Empire du Ghana

Entités suivantes :
- Empire du Mali
- Empire du Djolof
- Empire du Grand Fulo

Le Tékrour, aussi connu comme Takrur, Takrour ou Tekrur, est un ancien État d'Afrique de l'Ouest à proximité de l'empire du Ghana, participant au commerce transsaharien.  
La première dynastie, les Dia-Ogo, fonde au VIIe siècle un État dont l'activité économique repose sur la métallurgie. Cette spécialisation économique se fait dans un contexte commercial élargi avec l'empire du Ghana au sein du commerce transsaharien. À la fin du Xe siècle la dynastie soninké de Manna remplace la précédente et War Jabi se convertit à l'islam. Cette conversion provoque la persécution des Sérères et les contraint à un exode important de leur histoire.
Le royaume décline fortement au XIIIe siècle sous la pression de l'empire du Djolof, puis de l'empire du Mali qui conquiert les derniers territoires du royaume. Une nouvelle aristocratie militaire inféodée au Mali est mise en place et met fin à l'indépendance du Tékrour. Le royaume du Fouta-Toro, qui s'établit au XVIe siècle, est considéré comme son héritier culturel et traditionnel.

## Étymologie
Le mot Tékrour apparaît dans les textes arabes (XIe – XIIe siècles) pour désigner un État, mais aussi une ville ou un souverain. Plus tard, les écrits portugais du XVe siècle précisent qu'il s'agit d'un État situé à l'est du Djolof sur le fleuve Sénégal (rio Çanagua). Le toponyme est probablement d'origine berbère. Dans le cas des sources arabes, le Bilad al-Takrur désigne l'ensemble des peuples de l'Afrique de l'Ouest et le nom de Tékrour est dès lors régulièrement confondu avec l'empire du Mali, puis plus simplement avec l'ensemble des royaumes sahéliens.
Le pays est alors nommé Tucharor par Alvise Cadamosto, Tucurol par Duarte Pacheco Pereira et son peuple nommé Tacurães ou Tucurooes. Le toponyme arabe et portugais provient dès lors probablement d'un toponyme local encore en usage aux XVe et XVIe siècles. C'est de ce toponyme que se forme l'ethnonyme Tukulër donnant en français Toucouleurs. Après le XVIe siècle, l'usage de ce toponyme disparait au profit de Fuuta Tooro.

## Géographie
La moyenne vallée du fleuve Sénégal constitue un milieu naturel privilégié, la sédimentation alluviale et son relief sont favorables à l'agriculture et à l'habitat. Elle attire au cours de l'histoire les peuples du Sahel soumis à la désertification. La plaine alluviale située entre Bakel et Richard-Toll de 10 à 25 km de largeur est en partie inondée lors de la crue annuelle du fleuve.
Le Tékrour serait un ancien royaume situé entre le Fouta et le Djolof,. Établis le long du fleuve Sénégal, ils contrôlent les mine d'or du Galam. Son apogée se situe entre la fin du XIe siècleet le milieu du XIIe siècle après avoir pris son indépendance de la domination du Ghana.

## Histoire

### Origine - l'État forgeron des Dia-Ogo
Le Fouta, depuis le IVe siècle, connaît des pouvoirs politiques plus ou moins liés aux empires comme l'Empire du Ghana. La première dynastie régnante du Tékrour est celle des Dia-Ogo (ou Dya-Ogo) qui contrôle le pouvoir durant plusieurs siècles. La tradition veut qu'ils soient originaires de l'est, cependant l'archéologie indique qu'il s'agit d'une culture sénégambienne de longue durée. Le Tékrour et sa région sont des foyers à l'origine de plusieurs flux migratoires ultérieurs. Selon Abdourahmane Ba, cette dynastie est liée à l'introduction de la métallurgie du fer et donc à la fondation du royaume au IVe siècle. Cette version ne coïncide pas avec la chronologie traditionaliste qui fait remonter cette dynastie vers 800 et lui attribue une origine peule.
Si l'archéologie confirme l'apparition d'une société reposant sur la métallurgie, il n'existe aucune source permettant d'affirmer la continuité politique jusqu'au XIe siècle d'un même ensemble dynastique, la fondation du royaume Tékrour s'effectue donc entre le IVe et IXe siècles. Bruno Chavane pointe que la dynastie Dia-Ogo s'impose numériquement et culturellement et modifie fondamentalement l'organisation du territoire, sans se prononcer sur la date de fondation exacte.  Oumar Kane précise quant à lui que la chronologie traditionnelle des trois dynasties relevant successivement d'un « État-forgeron, État-commerçant et État-guerrier » n'est probablement pas une réalité. 
La dénomination dynastique Dia-Ogo proviendrait de Caa Laaw, signifiant « maître du fer » ou « maître des terres du village d'Ogo ». Cette désignation fait écho à la tradition de désignation des souverains de l'empire du Ghana en tant que kayamagan pour « maître de l'or ». L'hypothèse sur les fondements de ce nouveau pouvoir repose dès lors sur leur maîtrise de la métallurgie et leur forte activité dans ce domaine, élément que confirme l'archéologie. La structure politique relève dans ce cas du fonctionnement d'un État traditionnel dont la culture artisanale s'intègre dans un ensemble ouest-africain plus vaste. Des titres et fonctions stratifient la population autour de l'exploitation du fer, dans les différents corps de métier. 
Les données archéologiques indiquent que l'économie agropastorale génère des surplus qui profitent à l'apparition de groupes élitaires. La fabrication d’outils et d’armes contribuent à l’affirmation de ces élites et à la genèse d’un pouvoir monarchique, conditions propices à la formation du royaume de Takrour.

### Dynastie des Manna

#### Origine dynastique indéterminée
Traditionnellement, le déclin de la dynastie Dya-Ogo est associé au début de l'islamisation du Tekrour. Toutefois, la période intermédiaire menant à la dynastie des Manna ne permet pas de déterminer le groupe qui règne. Dans certaines versions, on considère alors que la dynastie Manna prend place à partir du Xe siècle, au plus tard en 980. Cependant, cette chronologie fait l'objet de discussions. Certains historiens lui donnent pour origine la ville de Mina dont l'emplacement est parfois placé en Égypte, parfois à proximité de La Mecque. Toutefois, les données archéologiques ne renforcent pas cette origine et identifie l'implantation d'une tradition d'origine Soninké. Dans le cas de cette origine, la dynastie proviendrait de Nioro, dans le royaume de Diarra actuel (Mali).
La tradition veut que la dynastie des Manna succède à la dynastie Dya-Ogo, cependant cette version est difficilement compatible avec les sources contemporaines arabes. De nombreux auteurs concluent que War Jabi appartient à la dynastie Manna des Niakhaté alors que les sources issues de la tradition orale relient la fondation du royaume de Diarra à la chute de Koumbi Saleh en 1076, ne permettant pas de coïncider avec la chronologie des événements. En effet, d'une part l'émergence de la dynastie des Manna est liée à la chute de Koumbi Saleh, d'une autre War Jabi meurt en 1040. Bruno Chavane conclue qu'une dynastie oubliée, fondée par War Djabi, règne sur le Tékrour jusqu'à l'arrivée de la dynastie soninké des Manna.

#### Exode des Sérères et islamisation
Lorsque l'islam et la charia furent introduits dans le royaume par War Jabi vers 1035, cela conduisit à la persécution des Sérères, entraînant l'exode des Sérères,,. La classe lamanique sérère, dont le rôle incluait également la sauvegarde de leur spiritualité sérère traditionnelle, aurait été à l'avant-garde de la résistance à l'islamisation, en partie pour préserver leur religion, mais aussi leur pouvoir et leur richesse en tant que propriétaires terriens. Il était courant pour les premiers écrivains arabes tels qu'Al Bakri de faire référence aux « non-croyants » de l'islam dans leurs œuvres en utilisant les termes « lamlam », « lemlem » ou « damdam », ce qui pourrait être une corruption du titre sérère lamaan,. La persécution religieuse des Sérères au XIe siècle a conduit à leur premier exode généralement accepté du Tékrour, se déplaçant vers le sud,,,,.
Le professeur Trimingham note que, dans la région de Sénégambie, Tékrour est devenu le premier à adopter l’islam, mais ce faisant, a complètement perdu son identité sérère. Godfrey Mwakikagile, historien et auteur tanzanien, écrit:
« Aujourd'hui, les Sérères conservent une grande partie de leur culture, de leurs coutumes et de leurs traditions ancestrales. En fait, il n'est pas rare d'entendre comment la culture sérère a survécu à travers les siècles malgré toutes les forces qui ont tenté de la détruire».
Les traditions orales wolofes indiquent que les relations entre la dynastie Manna et les almoravides sont complexes, plaçant parfois le Tékrour en sauveur parvenant à mettre un terme à l'invasion Almoravide. Abou Bakr ben Omar aurait en effet été tué ou blessé par un roi sérère. En réalité, cette lecture est une probable reconstruction historique. Les recherches historiques permettent toutefois d'indiquer que, lors des invasions almoravides, le Tékrour est allié par mariage d'une communauté wolof, elle-même très proche des almoravides. Il est plus probable que le Tékrour participe aux expéditions almoravides à leur côté plutôt que contre eux.

#### Essor commercial
Le Tékrour prend temporairement le rôle commercial de Koumbi Saleh suite à sa destruction partielle en 1076.  Selon Al Idrissi, l'autorité du royaume de Tékrour est incontestée sur la Sénégambie au XIIe siècle. C'est durant cette période qu'il prend le contrôle des mines de sel d'Awlil jusqu'alors en territoire de l'empire du Ghana. Le royaume joue alors un rôle économique de premier plan, si bien que les auteurs arabes donnent le nom Tékrour à l'ensemble du territoire précédemment occupé par l'empire du Ghana. Cependant, le Tékrour reste circonscrit au bassin du fleuve Sénégal et ne semble pas prendre part à la lutte que se livrent les Soninké, les Sosso et les Mandé.
Le Tékrour semble atteindre son apogée au XIIe siècle durant cette période, ayant une influance couvrant toutes les villes du fleuve Sénégal.

### Déclin et dynastie des Tondjons
Une crise politique frappe le Tékrour au XIIIe siècle. La dynastie Manna est déjà affaiblie par le royaume Djolof qui intègre certaines portion territoriale du Tékrour. Plusieurs territoires, initialement liés au royaume du Tékrour, prennent leur indépendance et intègrent l'empire en formation. À la fin du XIIIe siècle les derniers territoires du royaume de Tékrour sont conquis par l'Empire du Mali. L'apparition d'une nouvelle dynastie est donc postérieure, alors que le territoire est sous domination malienne. Les sources arabes confondent régulièrement l'Empire du Mali en le nommant Tékrour durant cette période. La capitale est conquise en 1286. 
À partir du XIVe siècle, une nouvelle dynastie prend place au Tékrour. Selon la tradition orale, le dernier souverain Manna ne respectait pas les coutumes traditionnelles et une révolte éclate, mettant en place un nouveau souverain et une nouvelle dynastie.  
L'origine des Tondjons est liée au mythe fondateur Mandé dans laquelle des aristocrates et princes militaires remplacent progressivement la gouvernance au sein des territoires conquis. La dynastie Tondjons établit un État guerrier inféodé au Mali, mettant fin au royaume de Tékrour indépendant.
Plusieurs dynasties inféodées se succèdent jusqu'à celle des Dényankobés qui est fondée par Koli Tenguella, vers le milieu du XVIe siècle (1559). Il fonde le royaume du Fouta-Toro,.

## Complexités historiographiques
Comme la majorité des royaumes médiévaux d'Afrique, le Tékrour souffre de plusieurs problèmes propres à l'historiographie de l'Afrique. En effet, dans le cas du Takrour, les principales sources à disposition sont les sources écrites arabes d'une part et les sources issues de la tradition orale dont la mise par écrit est particulièrement tardive et remonte au XIXe siècle.
L'historiographie du Tékrour fait face à plusieurs difficultés. D'une part, la confusion effectuée par les sources arabes entre le royaume de Tékrour, l'empire du Mali et le reste du Soudan occidentale. D'une autre, l'influence de l'historiographie de ces deux autres royaumes qui deviennent des enjeux nationaux et africanistes lors de la décolonisation. À ceci s'ajoute l'attitude des populations de Fouta Toro, héritières de ce royaume, qui favorisent l'oubli. En effet, ils favorisent une historiographie dans laquelle les événements antérieurs au XVIe siècle sont attribués au Fouta Toro. Enfin, le Tékrour occupe une place importante dans le roman national du Sénégal qui donnent un poids plus important aux traditions orales.
En 2004, Omar Kane estime que la distinction des trois fonctions dynastiques est erronée. De même, il n'observe pas d'identification ethnique claire au sein de ces dynasties, mais pointe l'origine de ces débats au XIXe siècle avec une étude patronymique. Pourtant la région est l'objet de nombreux flux migratoires dont l'assimilation influe effectivement l'organisation politique. Il propose également une révision chronologique des dynasties qui présente l'ordre suivant : Dia-Ogo (508-720), Tondjon (720-826), Manna (826-1082), Laam-Taaga (1082-1122) et Laam Termess (1122-1456)

## Économie
Tékrour est un centre commercial où s'échangeait l'or de la région de Bambuk, le sel du Waalo, et les céréales du Sahel. Ces échanges sont effectués contre de la laine, du cuivre, des perles et des bijoux. Le tissu de coton du royaume est l'une de ses exportations les plus renommées.
Les pratiques agricoles et alimentaires incluaient la culture du mil, la possible culture du fonio, la collecte de fruits sauvages (comme les jujubes), l’élevage (bovins, ovins, caprins, chiens), la chasse et la pêche. Les plus anciens restes de dromadaire et d’équidés connus en Afrique de l’Ouest ont été retrouvés dans les sites de Cubalel et Siwré, bien que leur datation reste incertaine. Des poids de filets attestent de la pêche active en eaux basses et dans le fleuve. L’économie agropastorale de la moyenne vallée du fleuve Sénégal semble avoir généré des excédents dès la fin du Ier millénaire. Des vestiges de métallurgie du fer, incluant des scories et des fours à usage unique, attestent d’une production artisanale significative entre 1000 et 1400. Les objets en cuivre sont rares et n’indiquent pas de production locale avant le IIe millénaire. 

## Fouilles archéologiques
Un programme de prospections et de fouilles archéologiques mené dans les années 1990 par une équipe américano-sénégalaise est mené sur la rive gauche du fleuve Sénégal, autour de Cubalel et Siwré, deux villages du Sénégal. Huit tells sont fouillés et révèlent des dépôts anthropiques atteignant jusqu’à 6 mètres d’épaisseur, et contenant des structures d'habitat, des objets et des vestiges organiques.
Une typochronologie céramique en quatre phases est établie pour le Ier millénaire, fondée sur l’analyse de 30 000 tessons et 26 datations au radiocarbone. Elle permet d’estimer l’évolution de l’occupation de 178 sites sur une superficie de 460 km². Trois agglomérations atteignant environ 11 hectares apparaissent vers la transition entre le Ier et IIe millénaire, ce qui pourrait correspondre à un début de centralisation urbaine ou proto-urbaine.
Les structures d’habitat les plus anciennes sont circulaires et en clayonnage enduit de terre. Des bâtiments rectilignes en argile apparaissent à partir du VIIe siècle. Des indices de départs répétés et d’abandons prolongés des sites sont identifiés et révèlent un lien probable avec les fluctuations climatiques et d'autres facteurs d'insécurité.